# Indonesia Open (badminton) de 1984
O Indonesia Open de 1984 de badminton foi realizado em Jakarta, de 18 a 22 de Julho de 1984. Foi a terceira edição do torneio.

## Sede
- Senayan Sports Hall

## Resultados finais
| Categoria         | Campeões                      | Finalista                        | Placar             |
| ----------------- | ----------------------------- | -------------------------------- | ------------------ |
| Simples Masculino | Lius Pongoh                   | Hastomo Arbi                     | 15-5, 10-15, 15-13 |
| Simples Feminino  | Li Lingwei                    | Wu Jianqiu                       | 11-7, 11-4         |
| Duplas Masculinas | Christian Hadinata Hadibowo   | Rudy Heryanto Hariamanto Kartono | 10-15, 18-13, 15-7 |
| Duplas Femininas  | Nora Perry Jane Webster       | Wu Jianqiu Guan Weizhen          | 9-15, 18-16, 18-15 |
| Duplas Mistas     | Christian Hadinata Ivanna Lie | Martin Dew Gillian Gilks         | 15–12, 15–7        |